# كسيرية ليابونوف

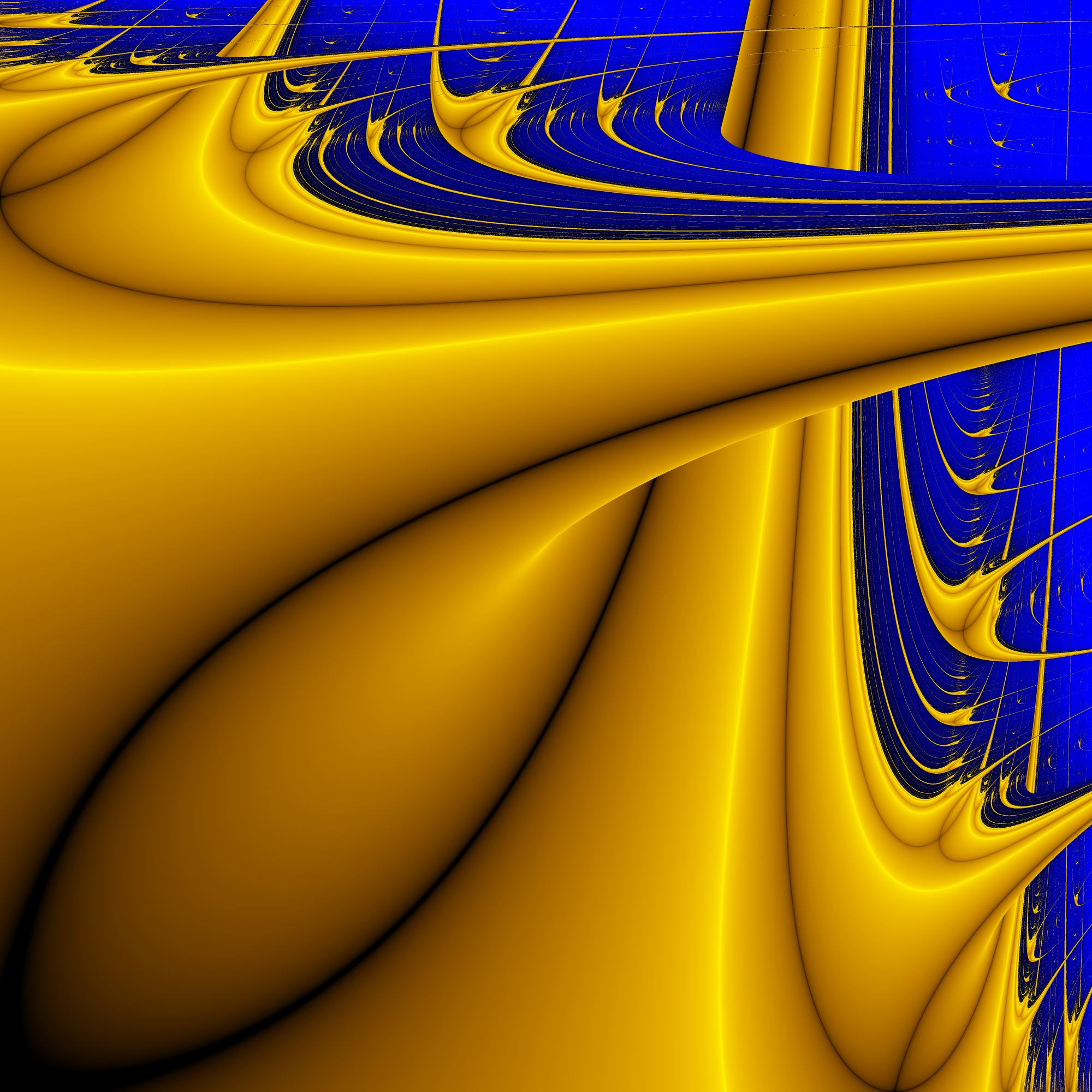
Standard ليابونوفlogistic fractal with iteration sequence AB, in the region [2, 4] × [2, 4].

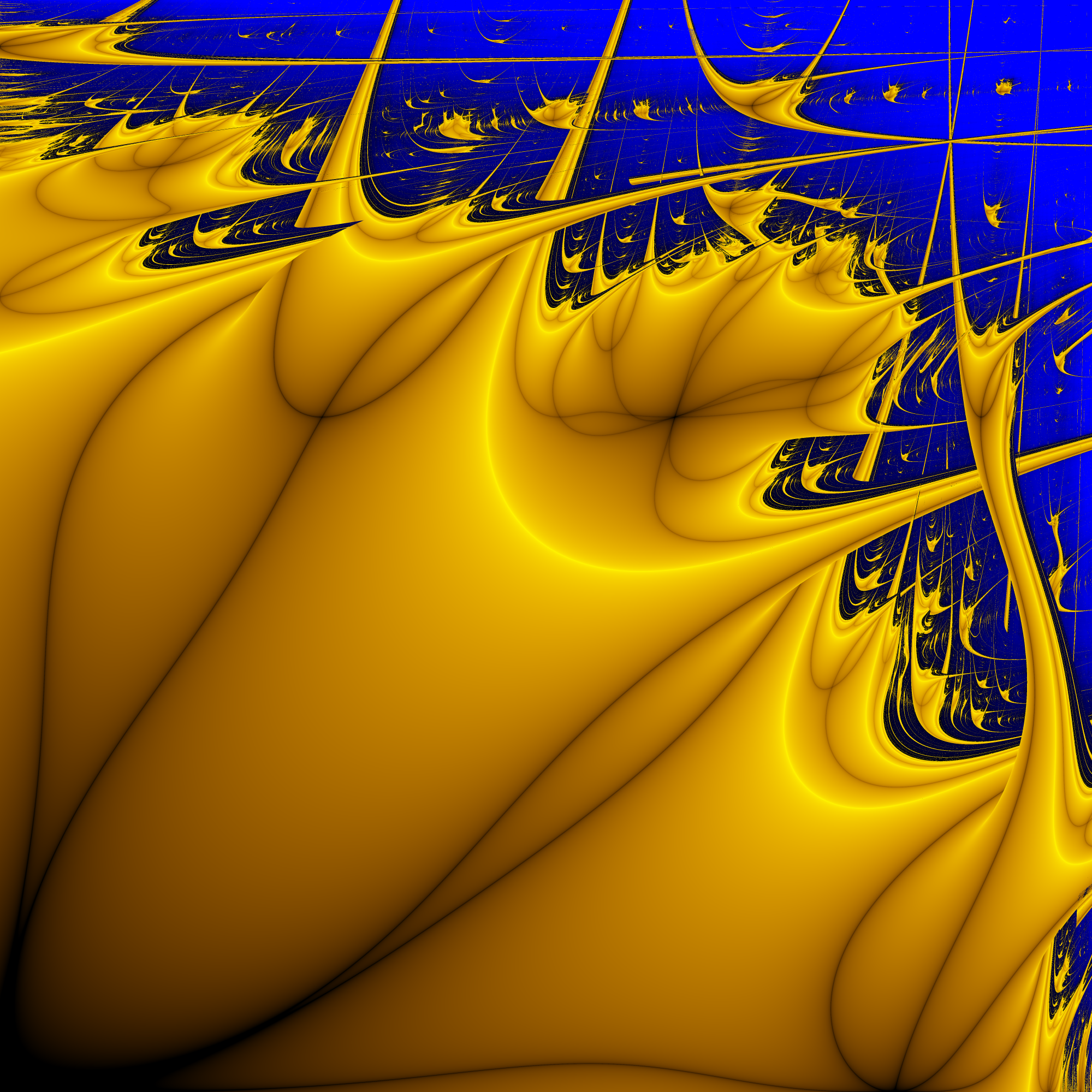
Generalized ليابونوف logistic fractal with iteration sequence AABAB, in the region [2, 4] × [2, 4].

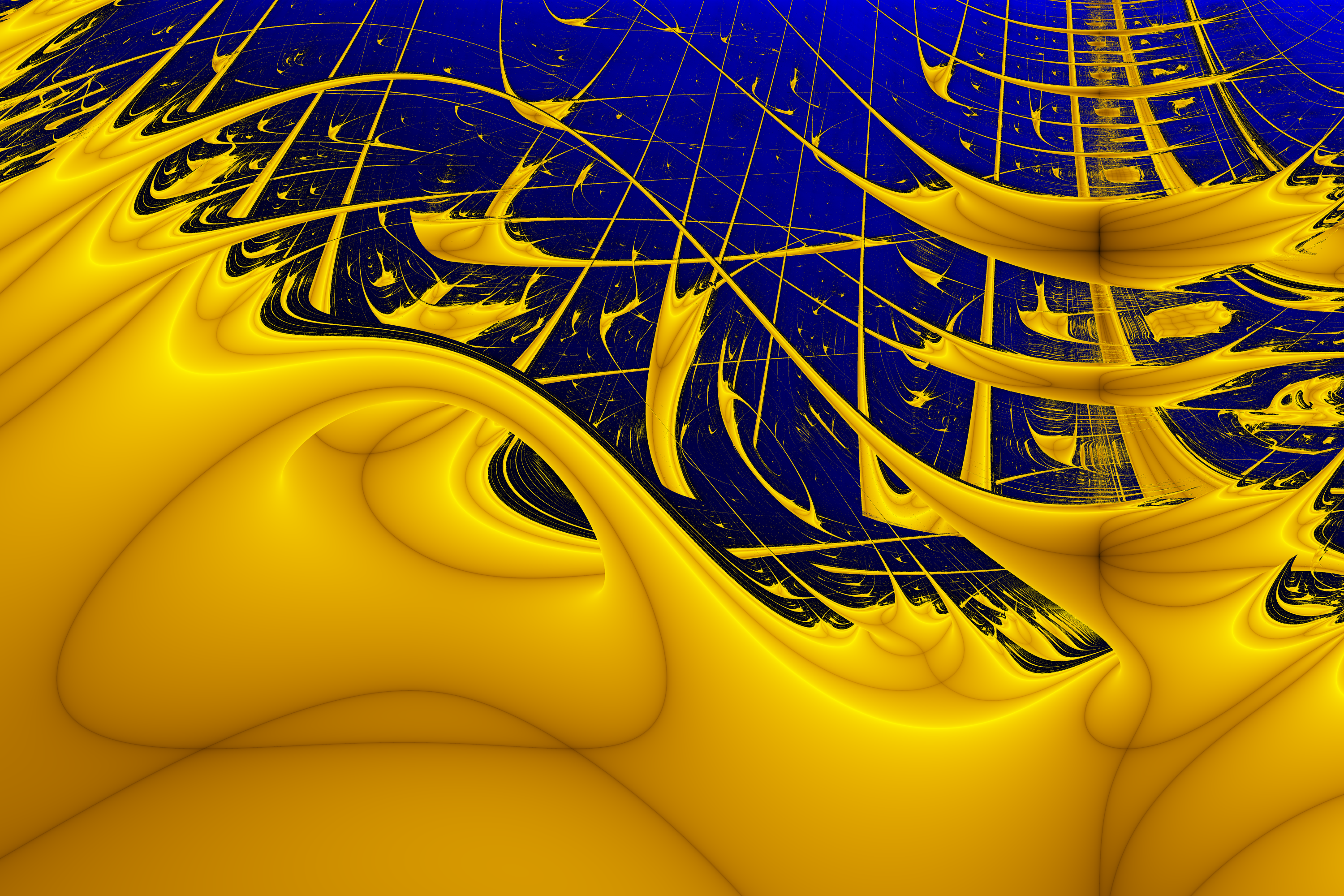
Generalized ليابونوف logistic fractal with iteration sequence BBBBBBAAAAAA, in the growth parameter region (A,B) in [3.4, 4.0] × [2.5, 3.4], known as Zircon Zity.

في الرياضيات، كسيريات ليابونوف (وقد تعرف أيضا باسم كسيريات ماركوس-ليابونوف) هي كسيريات متشعبة منبثقة من تمديد لمتتالية لوجستية، حيث درجة نمو الساكنة تتناوب على قيمتين اثنتين A و B, الواحدة تلو الأخرى.

## خوارزمية توليد كسيريات ليابونوف
فيما يلي خوارزمية تمكن من الحصول على كسيرية ليابونوف:
1. اختر سلسلة مكونة من الحرفين A و B، طولها غير بديهي. على سبيل المثال AABAB،
2. اعتبر المتتالية {\displaystyle S} المكونة من عناصر سلسلة الحروف المختارة في النقطة الأولى،
3. اختر نقطة {\displaystyle (a,b)\in [0,4]\times [0,4]}،
4. عرِّف الدالة {\displaystyle r_{n}=a} إذا كان {\displaystyle S_{n}=A}, و {\displaystyle r_{n}=b} إذا كان {\displaystyle S_{n}=B}.
5. ليكن {\displaystyle x_{0}=0.5}, ثم احسب القيم التالية بشكل متكرر  {\displaystyle x_{n+1}=r_{n}x_{n}(1-x_{n})}.
6. احسب أس ليابونوف:
{\displaystyle \lambda =\lim _{N\rightarrow \infty }{1 \over N}\sum _{n=1}^{N}\log \left|{dx_{n+1} \over dx_{n}}\right|=\lim _{N\rightarrow \infty }{1 \over N}\sum _{n=1}^{N}\log |r_{n}(1-2x_{n})|}
بشكل عملي،  {\displaystyle \lambda } يُقترب منها  باختيار قيم كبيرة بما فيه الكفاية للعدد {\displaystyle N}.
7. لوِّن النقطة  {\displaystyle (a,b)} بعد النظر إلى القيمة التي أخذتها {\displaystyle \lambda }.
8. أعد الخطوات (3–7) لكل نقطة في المجال المطلوب من المستوى.

## وصلات خارجية
- EFG's Fractals and Chaos – Lyapunov Exponents